# Olympische Geschichte der Malediven
| Gelbes Symbol für Goldmedaillen mit stilisierten Olympischen Ringen | Graues Symbol für Silbermedaillen mit stilisierten Olympischen Ringen | Braundes Symbol für Bronzemedaillen mit stilisierten Olympischen Ringen |
| ------------------------------------------------------------------- | --------------------------------------------------------------------- | ----------------------------------------------------------------------- |
| —                                                                   | —                                                                     | —                                                                       |

Badminton bei den Olympischen Sommerspielen 2020 – Dameneinzel – Sorayya Aghaei (Iran, vorne) gegen Fathimath Nabaaha Abdul Razzaq (Malediven)

Die Malediven, dessen Nationales Olympisches Komitee (NOK), das Maldives Olympic Committee, 1985 gegründet wurde, nimmt seit 1988 an Olympischen Sommerspielen teil. Zu Winterspielen wurde bislang kein Sportler geschickt. Jugendliche Athleten nahmen an beiden bislang ausgetragenen Jugend-Sommerspielen teil.

## Übersicht

### Sommerspiele
Die erste Olympiamannschaft der Malediven trat 1988 an und bestand aus sieben Leichtathleten. Bei den folgenden Sommerspielen traten Sportler des Inselstaates in den Sportarten Schwimmen (ab 1992) und im Badminton (ab 2012) an.
Der erste Olympiateilnehmer war am 23. September 1988 der Sprinter Ismail Asif Waheed. Am 31. Juli 1992 ging mit der Sprinterin Aminath Rishtha die erste Frau der Malediven bei Olympischen Spielen an den Start.

### Jugendspiele
Bei den ersten Jugend-Sommerspielen 2010 in Singapur traten vier Jugendliche, zwei Jungen und zwei Mädchen, in den Sportarten Leichtathletik, Schwimmen und Badminton an. Die Badmintonspielerin Aishath Rasheed traf in ihrer Vorrundengruppe auf die Deutsche Fabienne Deprez und verlor in zwei Sätzen.
2014 in Nanjing nahmen drei Jugendliche, zwei Jungen und ein Mädchen, in der Leichtathletik und im Schwimmen teil.

## Übersicht der Teilnehmer

### Sommerspiele
| Jahr      | Athleten           | Athleten           | Athleten           | Flaggenträger         | Sportarten         | Sportarten         | Sportarten         | Medaillen          | Medaillen          | Medaillen          | Medaillen          | Medaillen          |
| Jahr      | Gesamt             | m                  | w                  | Flaggenträger         | Leichtathletik     | Schwimmen          | Badminton          |                    |                    |                    | Gesamt             | Rang               |
| --------- | ------------------ | ------------------ | ------------------ | --------------------- | ------------------ | ------------------ | ------------------ | ------------------ | ------------------ | ------------------ | ------------------ | ------------------ |
| 1896–1984 | nicht teilgenommen | nicht teilgenommen | nicht teilgenommen | nicht teilgenommen    | nicht teilgenommen | nicht teilgenommen | nicht teilgenommen | nicht teilgenommen | nicht teilgenommen | nicht teilgenommen | nicht teilgenommen | nicht teilgenommen |
| 1988      | 7                  | 7                  | 0                  | Hussein Haleem        | 7                  |                    |                    |                    |                    |                    |                    |                    |
| 1992      | 7                  | 6                  | 1                  |                       | 5                  | 2                  |                    |                    |                    |                    |                    |                    |
| 1996      | 6                  | 5                  | 1                  | Ahmed Shageef         | 5                  | 1                  |                    |                    |                    |                    |                    |                    |
| 2000      | 4                  | 2                  | 2                  | Naseer Ismail         | 2                  | 2                  |                    |                    |                    |                    |                    |                    |
| 2004      | 4                  | 2                  | 2                  | Sultan Saeed          | 2                  | 2                  |                    |                    |                    |                    |                    |                    |
| 2008      | 4                  | 2                  | 2                  | Aminath Hussain       | 2                  | 2                  |                    |                    |                    |                    |                    |                    |
| 2012      | 5                  | 3                  | 2                  | Mohamed Ajfan Rasheed | 2                  | 2                  | 1                  |                    |                    |                    |                    |                    |
| 2016      | 4                  | 2                  | 2                  | Aminath Shajan        | 2                  | 2                  |                    |                    |                    |                    |                    |                    |
| Gesamt    | Gesamt             | Gesamt             | Gesamt             | Gesamt                | Gesamt             | Gesamt             | Gesamt             | 0                  | 0                  | 0                  | 0                  | -                  |

### Winterspiele
| Jahr      | Athleten           | Athleten           | Athleten           | Flaggenträger      | Sportarten         | Medaillen          | Medaillen          | Medaillen          | Medaillen          | Medaillen          |
| Jahr      | Gesamt             | m                  | w                  | Flaggenträger      | Sportarten         |                    |                    |                    | Gesamt             | Rang               |
| --------- | ------------------ | ------------------ | ------------------ | ------------------ | ------------------ | ------------------ | ------------------ | ------------------ | ------------------ | ------------------ |
| 1924–2018 | nicht teilgenommen | nicht teilgenommen | nicht teilgenommen | nicht teilgenommen | nicht teilgenommen | nicht teilgenommen | nicht teilgenommen | nicht teilgenommen | nicht teilgenommen | nicht teilgenommen |
| Gesamt    | Gesamt             | Gesamt             | Gesamt             | Gesamt             | Gesamt             | 0                  | 0                  | 0                  | 0                  | -                  |

## Liste der Medaillengewinner

### Goldmedaillen
Bislang (Stand 2018) keine Goldmedaillen

### Silbermedaillen
Bislang (Stand 2018) keine Silbermedaillen

### Bronzemedaillen
Bislang (Stand 2018) keine Bronzemedaillen